# Linyphia postica
Linyphia postica là một loài nhện trong họ Linyphiidae.
Loài này thuộc chi Linyphia. Linyphia postica được Richard C. Banks miêu tả năm 1909.